# Wymysłowo (powiat mogileński)
Wymysłowo – osada leśna w Polsce położona w województwie kujawsko-pomorskim, w powiecie mogileńskim, w gminie Strzelno.
W latach 1975–1998 miejscowość administracyjnie należała do województwa bydgoskiego.